# Синхронне плавання на Чемпіонаті Європи з водних видів спорту 2021 — група, довільна програма
Змагання з синхронного плавання в довільній програмі груп на Чемпіонаті Європи з водних видів спорту 2021 відбулися  14 травня.

## Результати[1]
| Місце | Країна          | Фінал   | Фінал |
| Місце | Країна          | Очки    | Місце |
| ----- | --------------- | ------- | ----- |
| 1     | Україна         | 95,0667 | 1     |
| 2     | Іспанія         | 91,2333 | 2     |
| 3     | Ізраїль         | 86,8000 | 3     |
| 4     | Білорусь        | 86,3333 | 4     |
| 5     | Велика Британія | 81,8333 | 5     |
| 6     | Угорщина        | 77,4000 | 6     |
| 7     | Польща          | 72,5000 | 7     |